# 克洛吕塞城堡
克洛吕塞城堡（法語：Château du Clos Lucé，法語發音：[ʃato dy klo lyse]）是法国昂布瓦斯的一个小型城堡，距离昂布瓦斯城堡仅500米，并有地道相通。该建筑是法国国王弗朗索瓦一世为达芬奇提供，在1516-1519年的住所，三年后达芬奇在此去世。达芬奇来到昂布瓦斯时，一起带来了《蒙娜丽莎》。
该建筑建于15世纪中叶，1490年查理八世为他的妻子布列塔尼的安娜收购。后来归属弗朗索瓦一世。
如今，克洛吕塞城堡成为达芬奇博物馆，表现该地区的辉煌历史，达芬奇设计的机械模型，以及他本人画的《蒙娜丽莎》副本。

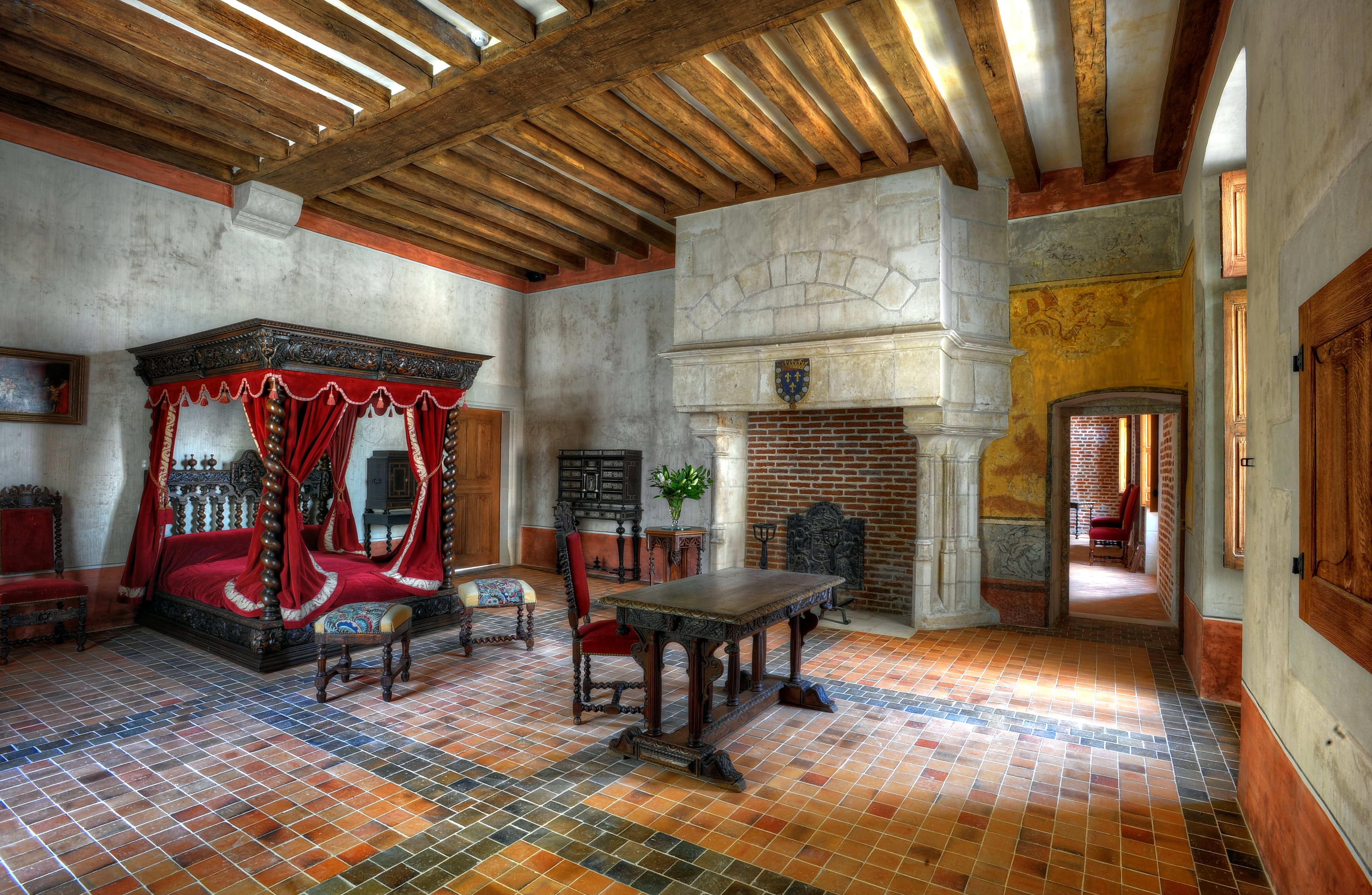
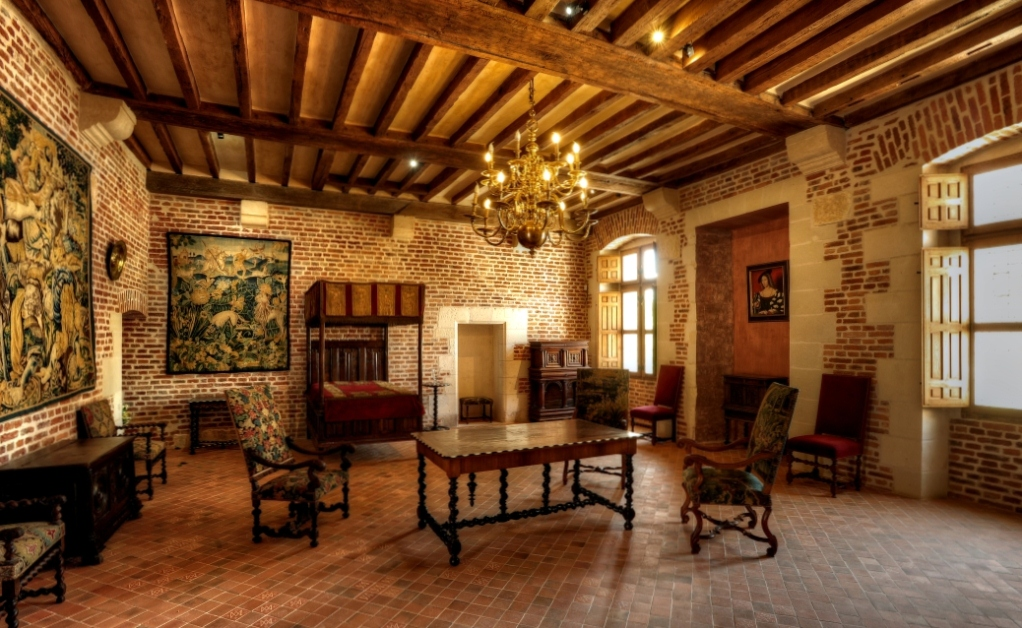
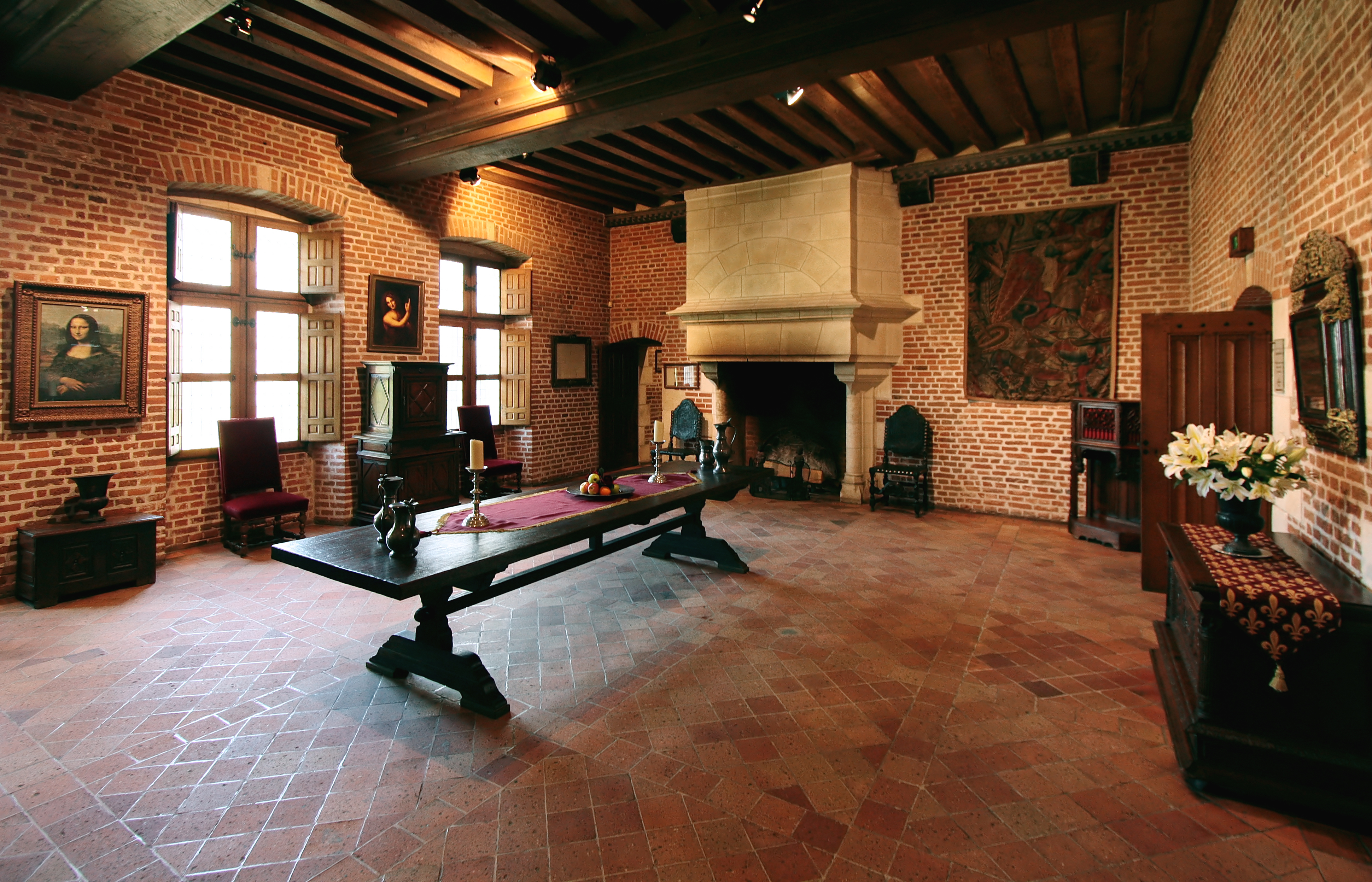
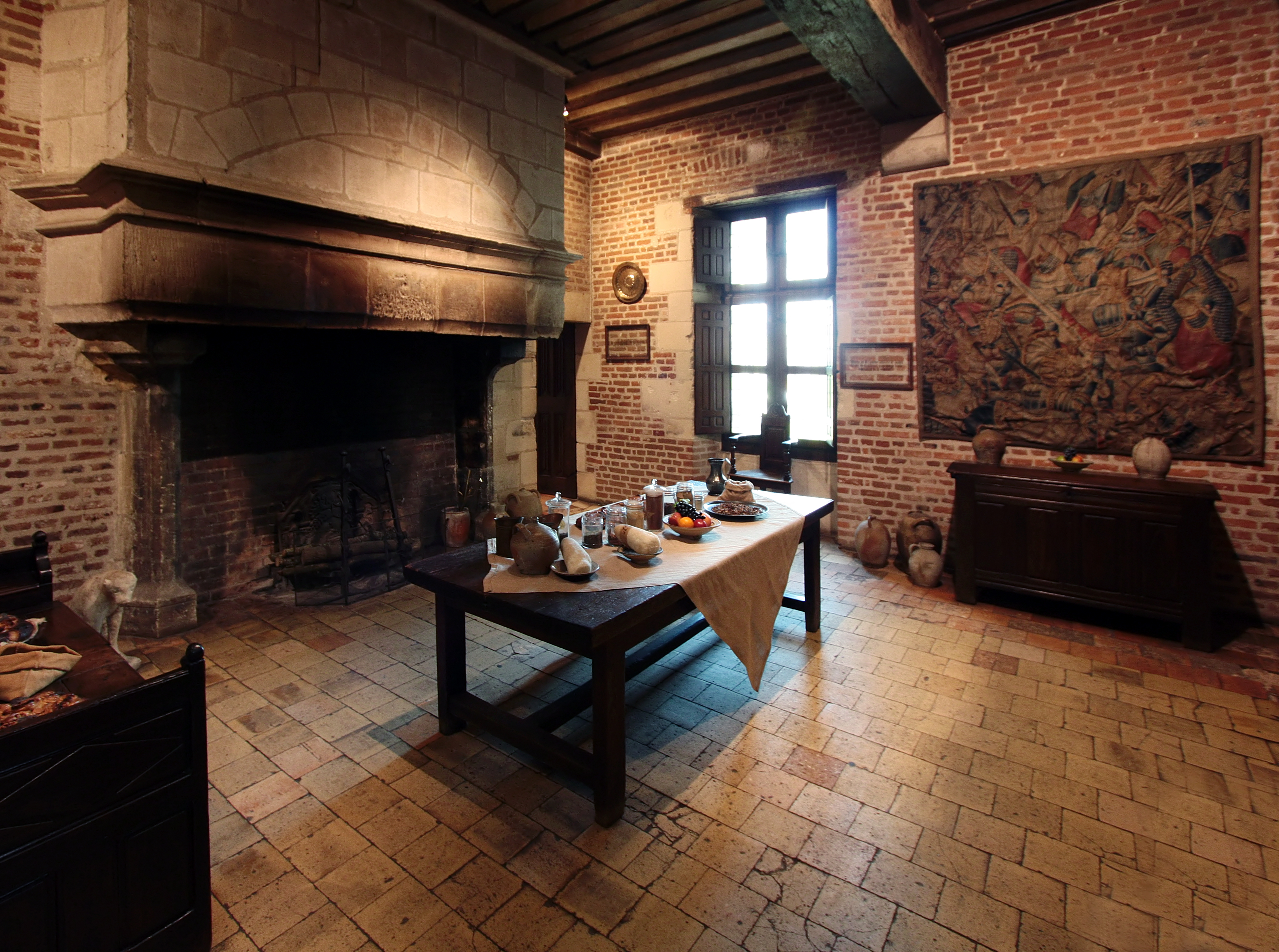
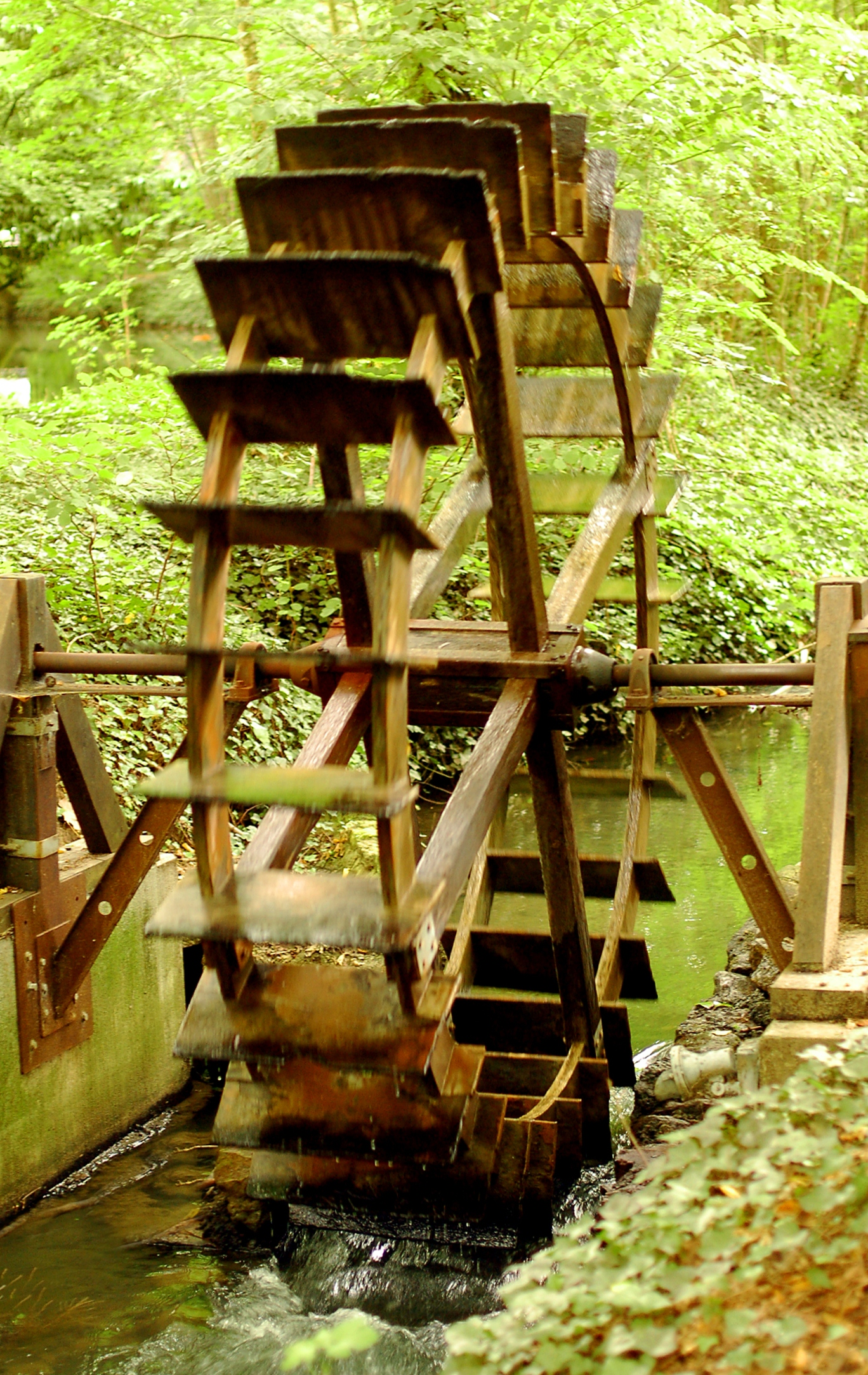
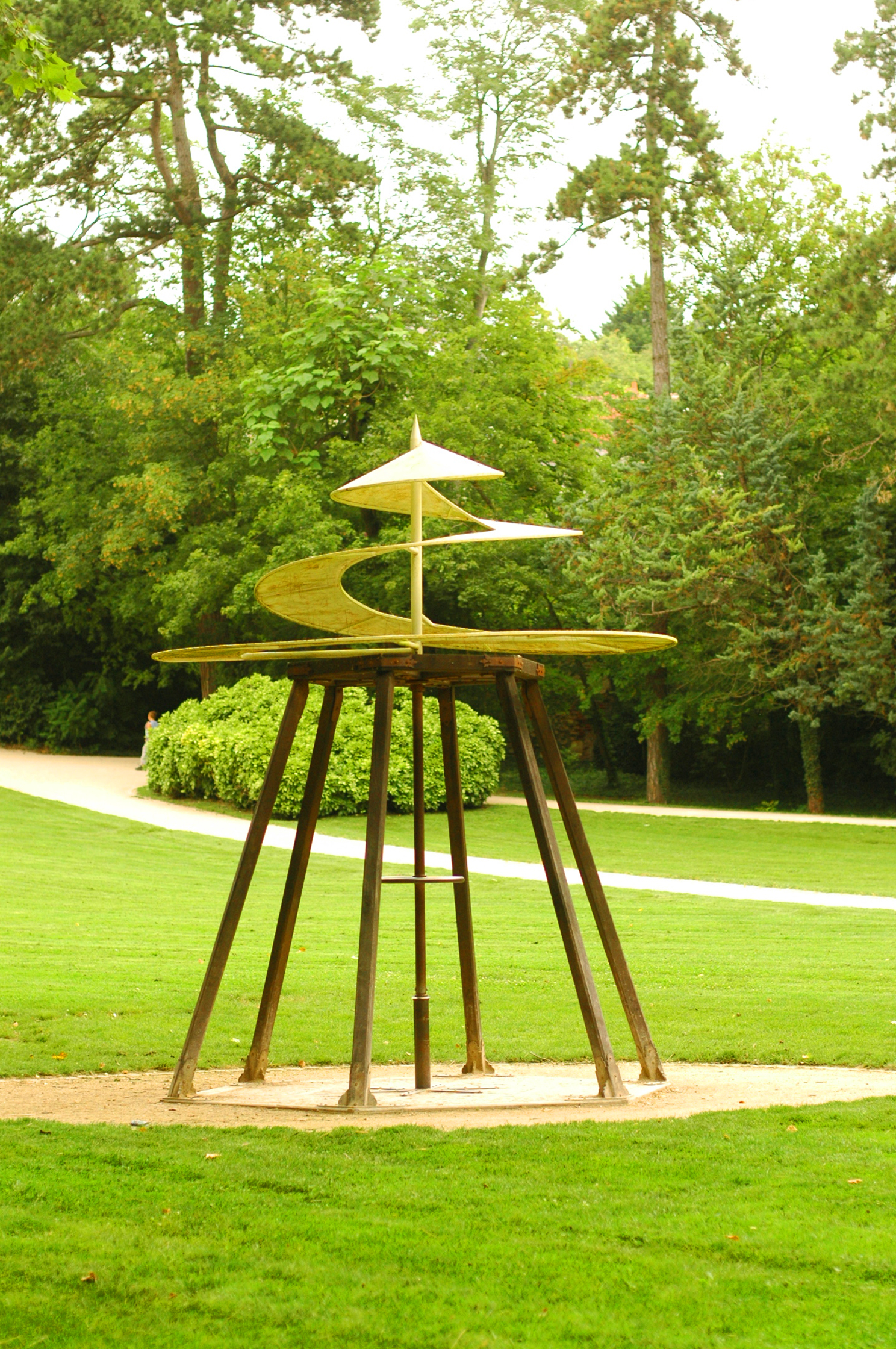
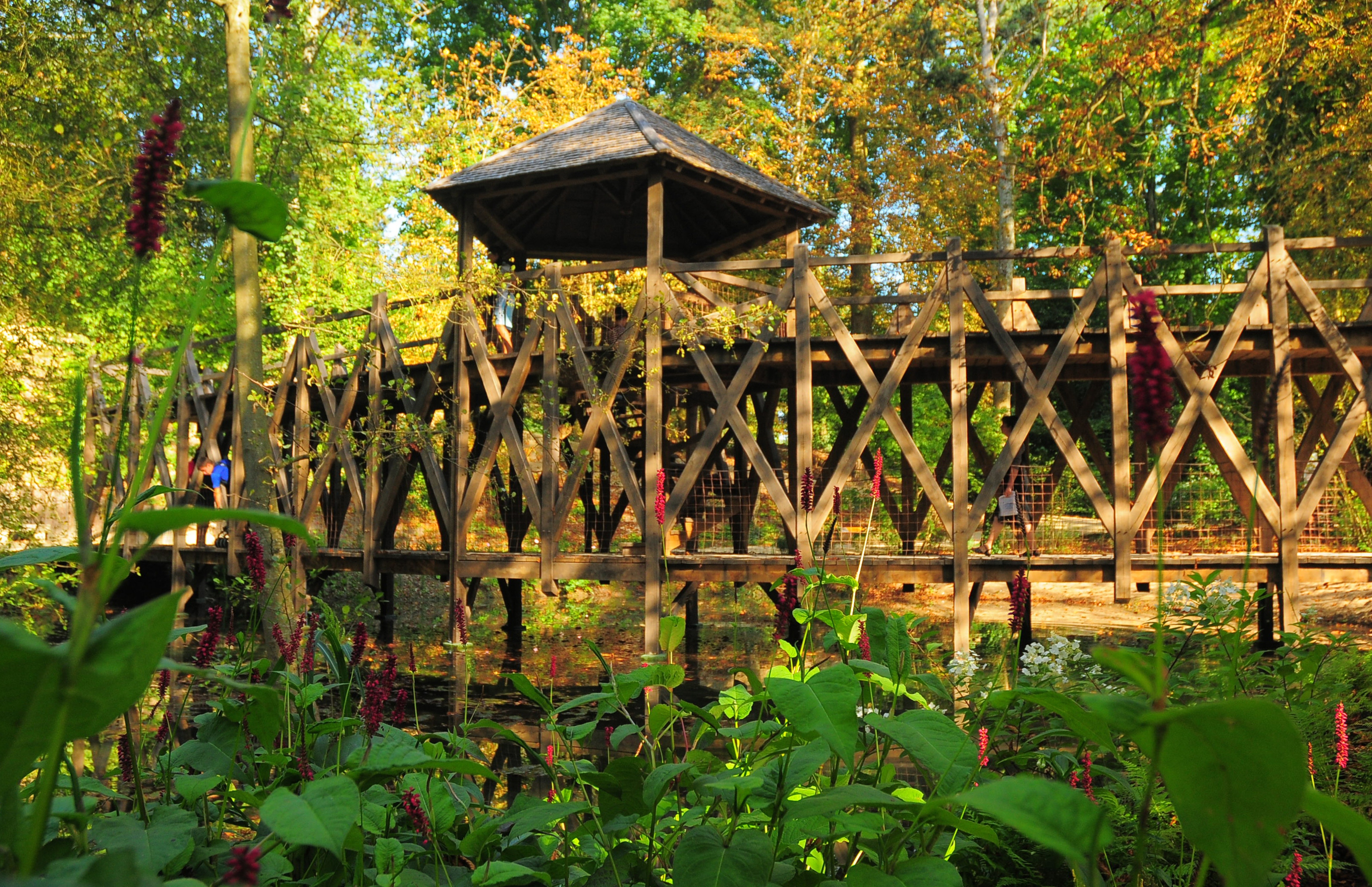
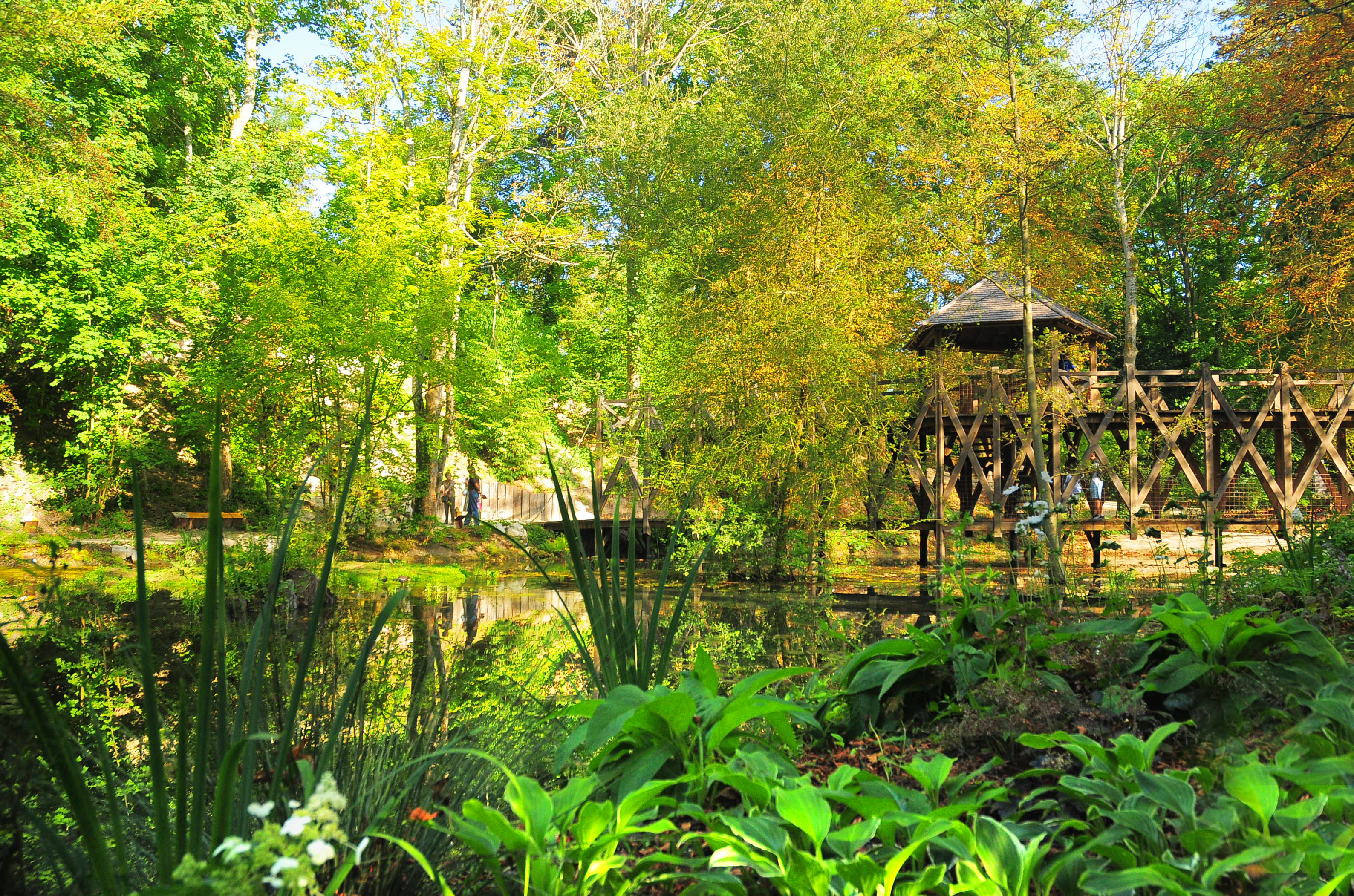
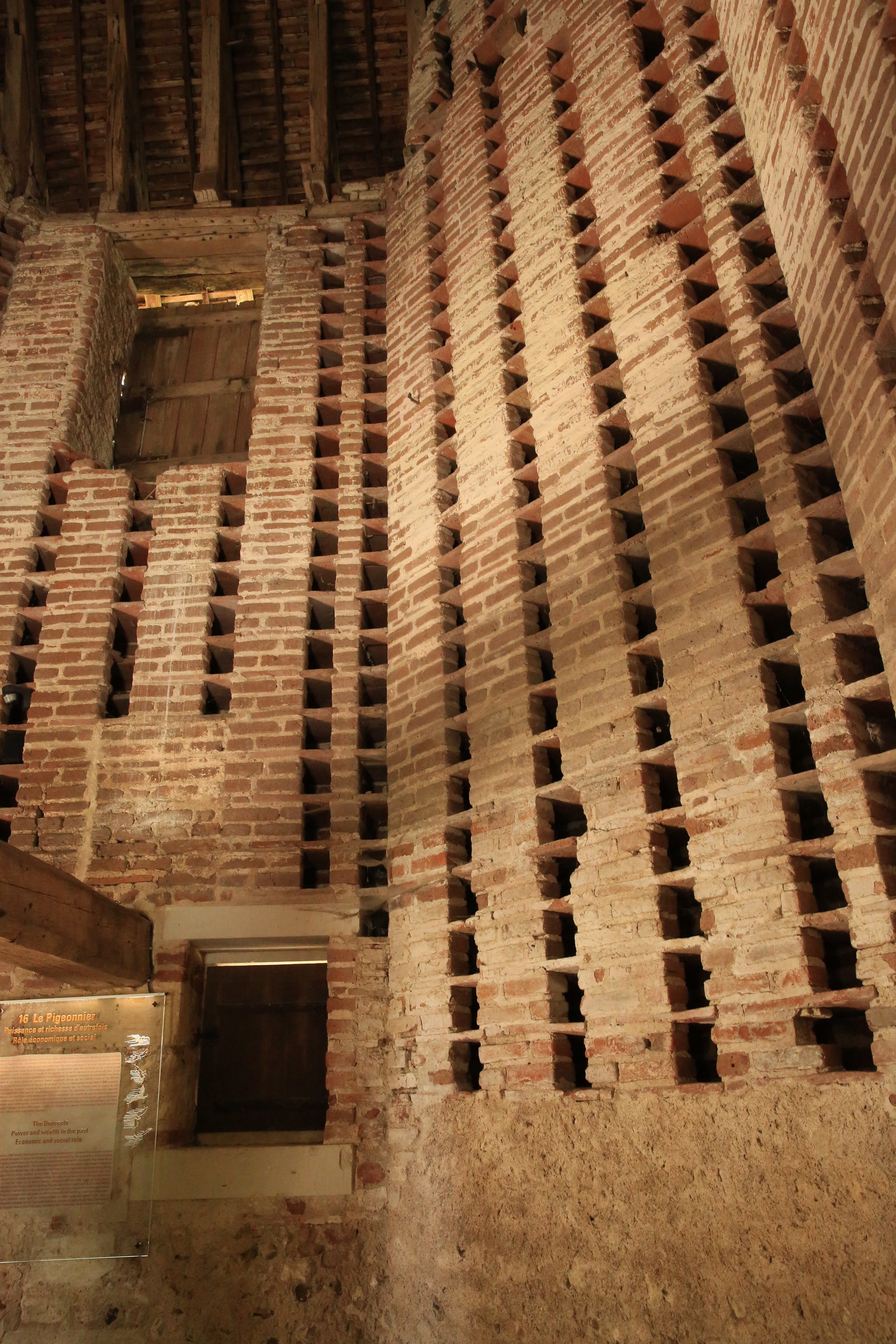
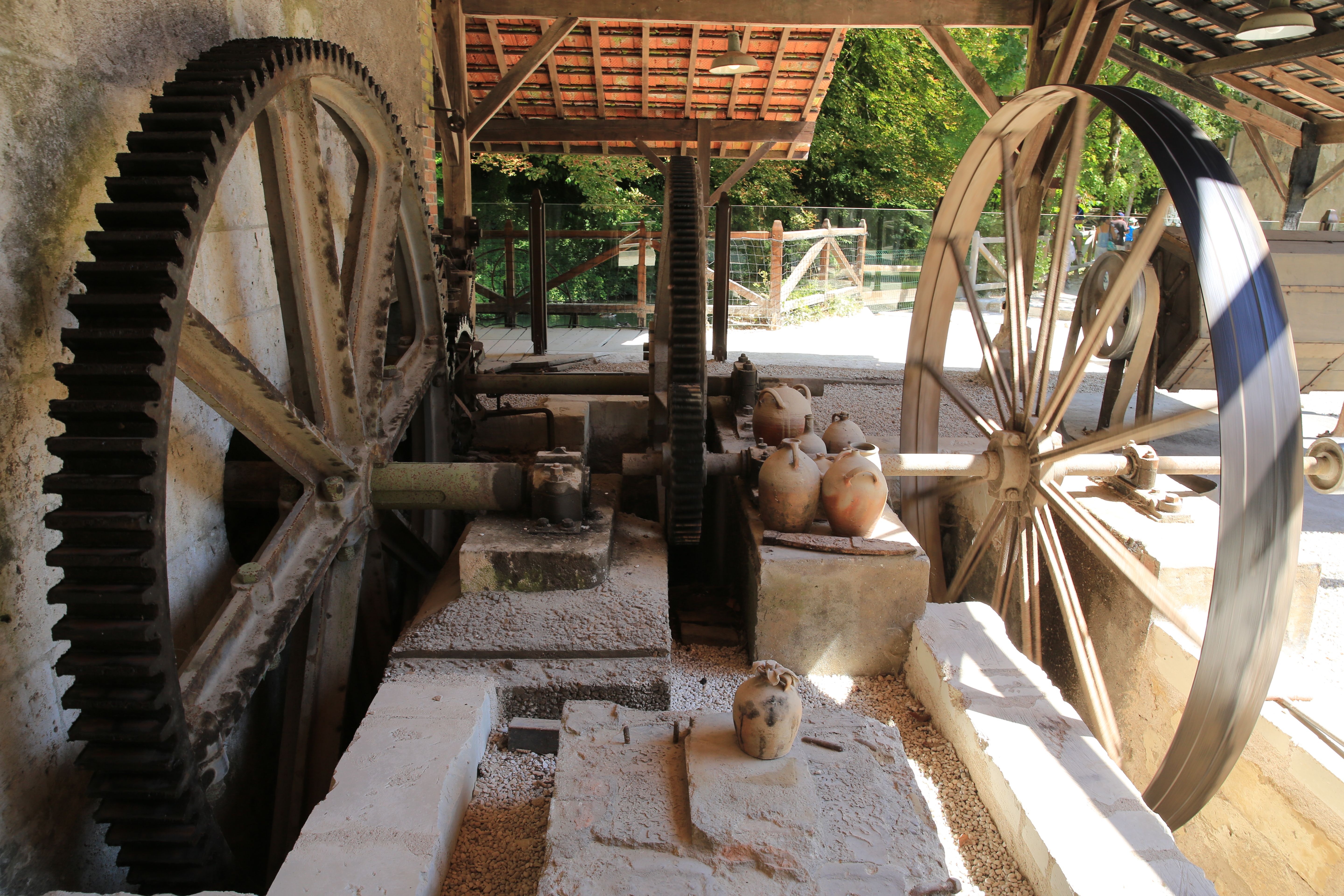
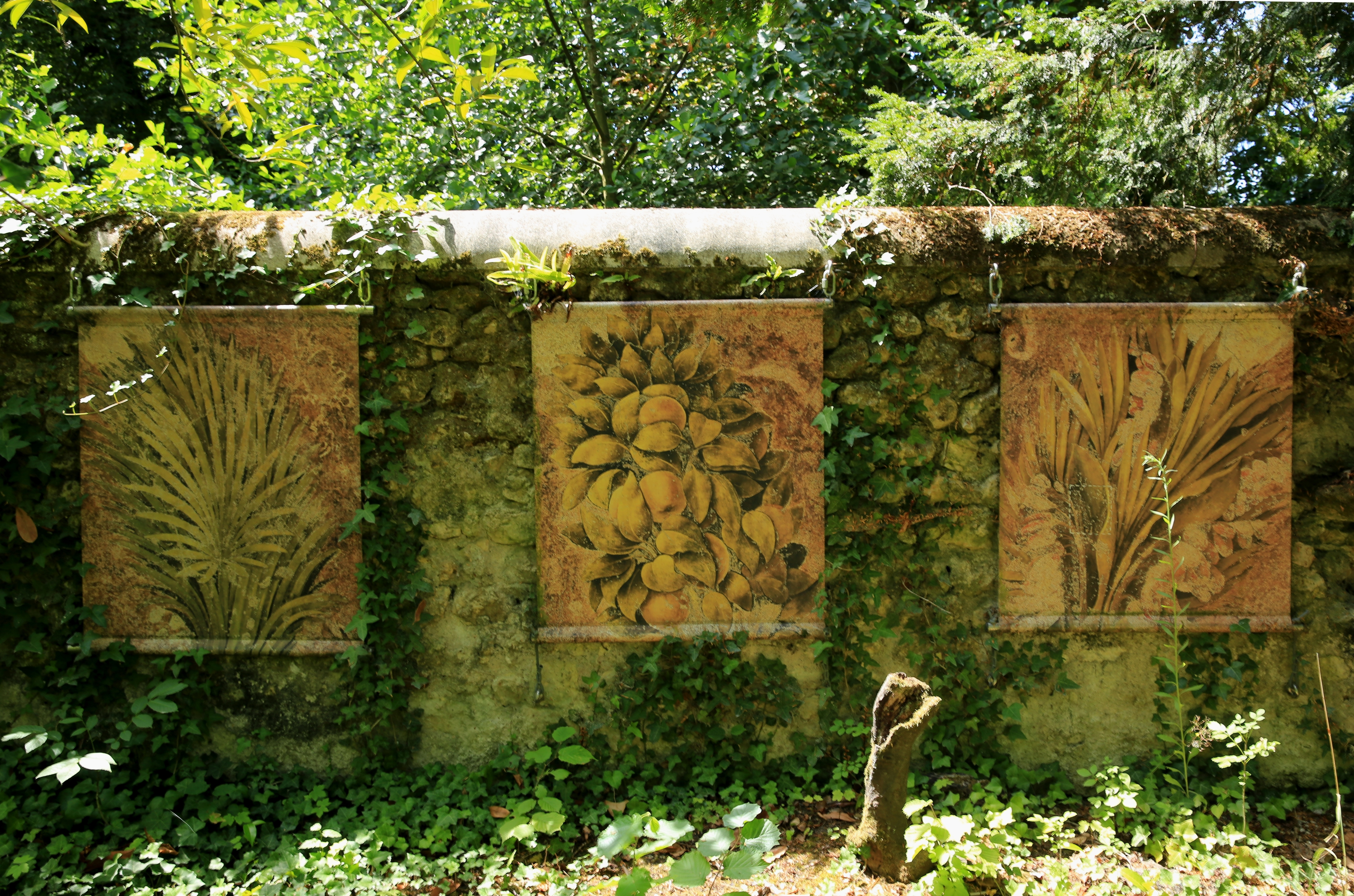
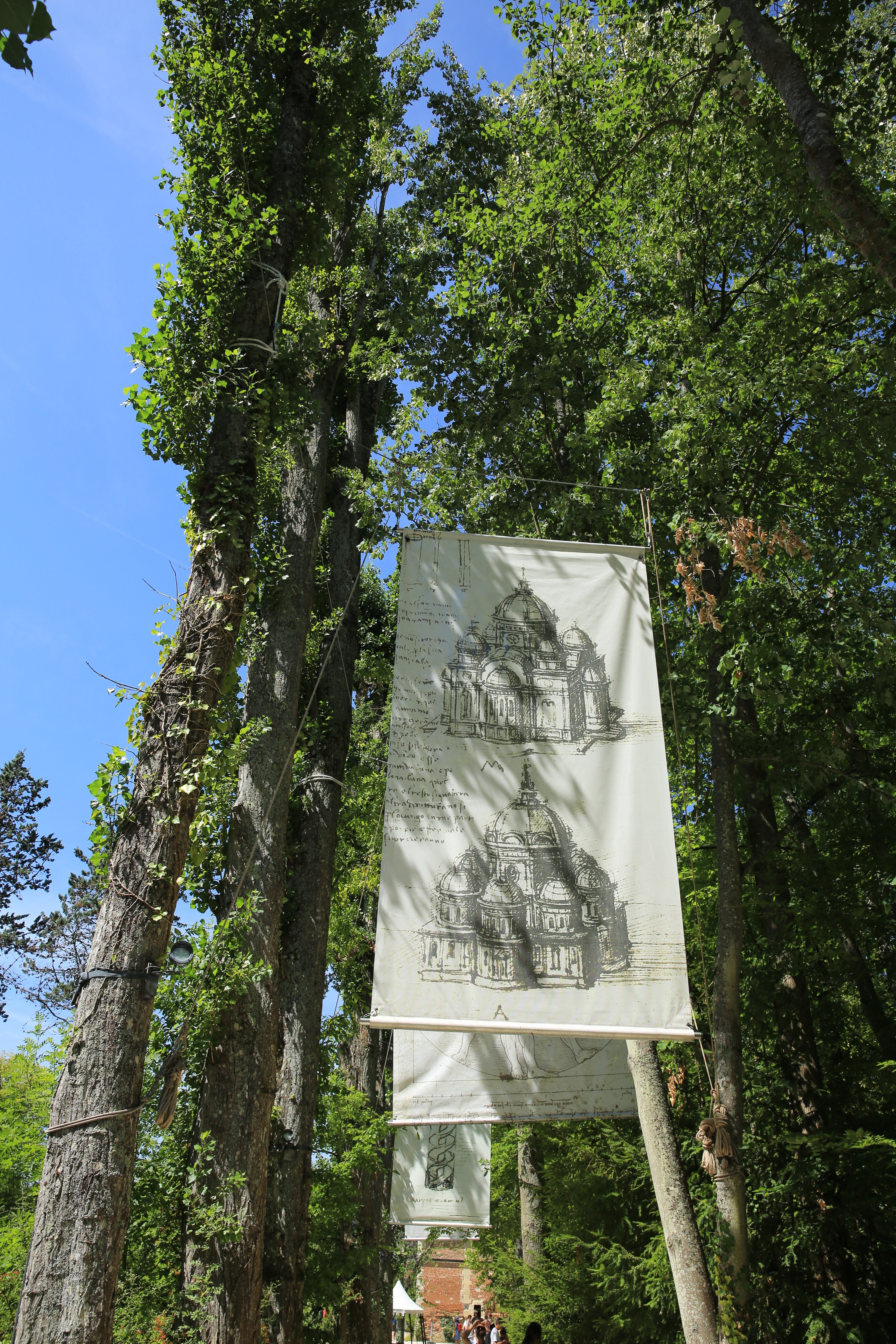